# Domenico Falcini

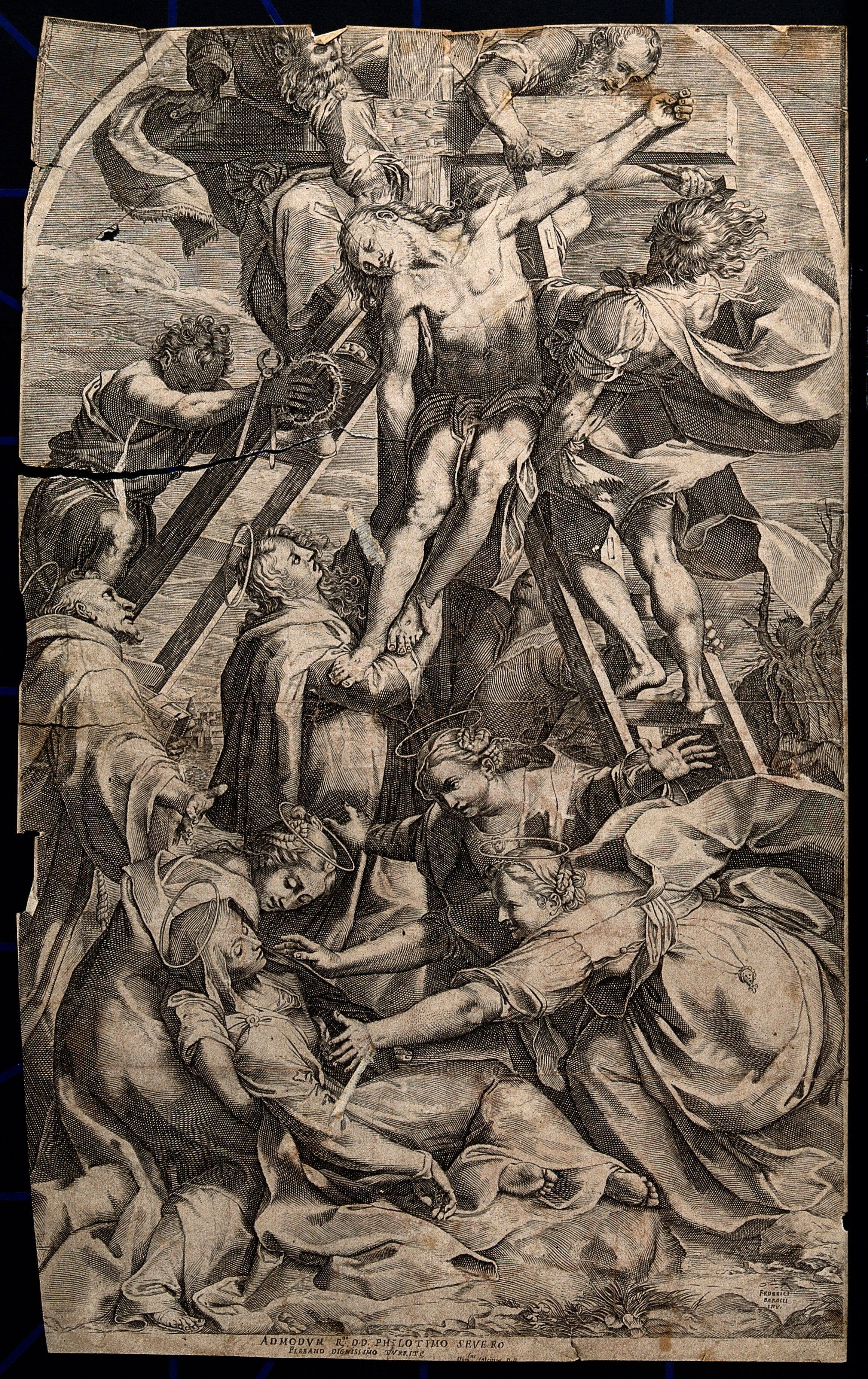
Descendimiento de Cristo, grabado de Domenico Falcini según Federico Barocci.

Domenico Falcini (Siena, 1575-después de 1630) fue un pintor y grabador italiano.
Bautizado en Siena el 8 de mayo de 1575, parece probable que se formase como pintor en su ciudad natal con Francesco Vanni y Ventura Salimbeni. Como grabador pudo formarse en el grabado a buril con el grabador e impresor Matteo Florimi y, según las fuentes antiguas, practicó también la xilografía, aunque ninguna firmada se ha conservado. En junio de 1605, el gran duque Fernando I de Médici le concedió privilegio por diez años para la edición de libros y estampas en Florencia, donde podría haberse instalado a finales del año anterior.
Se relacionan con Falcini unos ochenta grabados, tanto hojas sueltas como ilustraciones y portadas de libros, algunos perdidos y conocidos solo por las fuentes. En la invención se sirvió de dibujos propios tanto como de invenciones ajenas, como la que reproduce el Descendimiento de Federico Barocci en la catedral de Perugia, o el San Francisco de Asís según dibujo de Jacopo Ligozzi.
Se desconoce la fecha de su muerte pero en 1630 aparece fechado el último de sus trabajos conocidos: un retrato del papa Pio V de invención propia.